# Judo na Igrzyskach Panamerykańskich 1999
Zawody Judo na Igrzyskach Panamerykańskich 1999, odbywały się w dniach 2-5 sierpnia w Winnipeg. W tabeli medalowej tryumfowali zapaśnicy z Kuby.

## Klasyfikacja medalowa
Gospodarz zawodów został zaznaczony kolorem.
| Miejsce | Państwo           |    |    |    | Razem |
| ------- | ----------------- | -- | -- | -- | ----- |
| 1       | Kuba              | 9  | 1  | 4  | 14    |
| 2       | Stany Zjednoczone | 2  | 2  | 5  | 9     |
| 3       | Brazylia          | 1  | 3  | 6  | 10    |
| 4       | Argentyna         | 1  | 2  | 4  | 7     |
| 5       | Kanada            | 1  | 1  | 4  | 6     |
| 6       | Wenezuela         | 0  | 3  | 1  | 4     |
| 7       | Portoryko         | 0  | 2  | 0  | 2     |
| 8       | Dominikana        | 0  | 0  | 2  | 2     |
| 9       | Ekwador           | 0  | 0  | 1  | 1     |
| .       | Meksyk            | 0  | 0  | 1  | 1     |
| Razem   | Razem             | 14 | 14 | 28 | 56    |

## Medaliści

### Mężczyźni
| Konkurencja: | Złoto:          | Srebro:           | Brąz:                              |
| −60 kg       | Manolo Poulot   | Denílson Lourenço | Jorge Lencina Juan Jacinto         |
| −66 kg       | Martín Ríos     | Ludwing Ortiz     | Yordanis Arencibia Alex Ottiano    |
| −73 kg       | Jimmy Pedro     | Carlos Méndez     | Sebastian Pereira Israel Hernández |
| −81 kg       | Gabriel Arteaga | Flávio Canto      | Gastón García Maxime Roberge       |
| −90 kg       | Brian Olson     | Eduardo Costa     | Keith Morgan Yosvane Despaigne     |
| −100 kg      | Nicolas Gill    | Yosvani Kessel    | Marcelo Figueiredo Ato Hand        |
| ponad 100 kg | Ángel Sánchez   | Daniel Hernandes  | Orlando Baccino Douglas Cardozo    |

### Kobiety
| Konkurencja: | Złoto:           | Srebro:            | Brąz:                                |
| −48 kg       | Amarilis Savón   | Roselys Guacarán   | Adriana Ángeles Lauren Meece         |
| −52 kg       | Legna Verdecia   | Carolina Mariani   | Fabiane Hukuda Luce Baillargeon      |
| −57 kg       | Driulis González | Roxana García      | Brigitte Lastrade Danielle Zangrando |
| −63 kg       | Vânia Ishii      | Celita Schutz      | Kenia Rodríguez Eleucadia Vargas     |
| −70 kg       | Sibelis Veranes  | Xiomara Griffith   | Sandra Atsuko Bacher Lorena Briceño  |
| −78 kg       | Diadenis Luna    | Niki Jenkins       | Amy Tong Edinanci da Silva           |
| ponad 78 kg  | Daima Beltrán    | Colleen Rosensteel | Priscila Marques Carmen Chalá        |